# KBS충주방송국
KBS충주방송국(KBS忠州放送局)은 충청북도 북부 지역을 방송 권역으로 하는 KBS청주방송총국 소속 산하의 지역방송국이다.  KBS 지역국 중 유일무이하게 AM 방송을 하지 않는다.

## 연혁
- 1962.05.15 청주방송국 충주중계소 개소
- 1971.04.22 청주방송국 제천중계소 개소
- 1971.05.15 중앙방송국 충주출장소 개소
- 1973.03.03 한국방송공사 청주방송국 충주중계소 개칭
- 1975.08.05 청주방송국 제천중계소 출력 증강
- 1975.09.25 청주방송국 충주중계소 청사 이전
- 1978.01.01 청주방송국 단양중계소 개소
- 1978.10.07 청주방송국 가엽산송신소 개소
- 1981.02.06 가엽산송신소 교육FM 송출
- 1981.07.03 가엽산송신소 교육TV 및 표준FM 송출
- 1982.12.29 가엽산송신소 제 2TV 송출
- 1983.09.03 가엽산송신소 음악FM 송출
- 1983.12.24 청주방송국 채널24번 제 2TV 신설 개국 및 가시청권으로 이관
- 1984.12.01 가엽산송신소·충주송신소 한국통신(KTA)에 통합이관
- 1984.12.23 한국방송공사 충주방송국 개국
- 1985.09.26 중양중계소 현청사(단양읍 도전리 산4-2) 준공 및 이전
- 1986.04.18 충주방송국 현청사 준공이전
- 1987.11.16 제 1TV·음악FM 로컬프로그램 송출개시
- 1987.11.17 제천 방송스튜디오 개소
- 1988.06.01 한국통신(KTA) 이관시설 환원
- 1995.10.20 단양중계소 자동화 완료
- 1995.12.05 가엽산송신소 RDS·SCA 방송 실시
- 1995.12.08 제천중계소 자동화 완료
- 1995.12.29 송출운용센터 준공
- 1996.01.01 제천,단양중계소 본격 자동화 운용
- 1996.08.10 충주송신소 자동화장비 교체로 AM송중계소 자동화장비
- 1997.12.20 가엽산송신소 교육TV 예비송신기 설치
- 1999.04.26 제천 방송스튜디오 인원철수 및 폐소
- 1999.06.15 제천중계소 간이스튜디오 설치
- 1999.12.23 가엽산송신소 자동화공사 완료로 송출센터에서 원격운용
- 2000.11.06 제 1라디오 표준FM 방송실시
- 2001.08.17 가엽산(송) 2TV 안테나 교체
- 2001.10.25 가엽산(송) 1TV 송신기 교체
- 2002.03.26 가엽산(송) 표준,음악FM 송신기 교체
- 2002.08.29 가엽산(송) 1TV,2TV,교육TV M/w 송신기 교체
- 2002.10.23 제천 TVR 원격제어시설 설치
- 2002.12.24 라디오 중계차 교체
- 2003.10.01 가엽산(송) 표준FM 주파수 변경
- 2003.10.10 표준FM 스테레오공사 완료
- 2003.11.05 가엽산(송) 1TV 예비 송신기 교체
- 2003.11.16 연주소 정보통신망 시설 보강 공사
- 2003.11.29 연주소 전원시설 전자화 배선반 설치
- 2006.11.19 가엽산송신소 DTV(1.2.교육)개국
- 2008.12.8 TV주조 SD공사 완료 및 SD방송 개시
- 2009.01.01 가엽산송신소 DMB 송출 개시
- 2009.04.26 제천, 단양 표준FMR 방송 개시
- 2009.12.08 TV주조 뉴스 16:9 SD 방송 개시
- 2010.11.03 DTV시범사업 단양지역 ASO완료 (단양,두산,영춘DTVR)
- 2011.04.11 단양 중계소 폐소
- 2011.10.19 2011년 DTVR공사 완료(금성,송학,봉양,금왕DTVR)
- 2011.12.18 제천 용두산 DMBR 방송개시
- 2011.12.29 단양 금수산 DMBR 방송개시
- 2012.10.02 아날로그 TV(1,2,교육) 송출종료
- 2013.10.16 디지털 TV 채널 주파수 재배치 완료
- 2013.10.30 디지털 TV 채널 주파수 재배치 완료
- 2016.11.2 충주AM송신소 철거

## 방송 송출 시설망

### TV
- 1TV
  - 호출부호 : HLCH-DTV
  - 가상채널 : 9-1

| 송신소        | UHD      | UHD      | UHD    | HD       | HD       | HD    | 송신소 위치                           |
| 송신소        | 물리채널 | 물리채널 | 출력   | 물리채널 | 물리채널 | 출력  | 송신소 위치                           |
| 송신소        | 1TV      | 2TV      | 출력   | 1TV      | 2TV      | 출력  | 송신소 위치                           |
| ------------- | -------- | -------- | ------ | -------- | -------- | ----- | ------------------------------------- |
| 가엽산 송신소 | 준비중   | 준비중   | 준비중 | CH 39    | CH 47    | 2kW   | 충북 음성군 음성읍 용산리 산11-4      |
| 금왕 중계소   | 준비중   | 준비중   | 준비중 | CH 32    | CH 45    | 20W   | 충북 음성군 금왕읍 금석리 산35        |
| 괴산 중계소   | 준비중   | 준비중   | 준비중 | CH ??    | CH ??    | 20W   | 충북 괴산군 괴산읍 대사리 산6         |
| 칠성 중계소   | 준비중   | 준비중   | 준비중 | CH 19    | CH 21    | 20W   | 충북 괴산군 칠성면 쌍곡리 산6-5       |
| 소수 중계소   | 준비중   | 준비중   | 준비중 | CH 25    | CH 28    | 5W    | 충북 괴산군 소수면 수리 산44-1        |
| 연풍 중계소   | 준비중   | 준비중   | 준비중 | CH 25    | CH 28    | 20W   | 충북 괴산군 연풍면 적석리 산26-5      |
| 장연 중계소   | 준비중   | 준비중   | 준비중 | CH 20    | CH 23    | 5W    | 충북 괴산군 장연면 송덕리 335-2       |
| 앙성 중계소   | 준비중   | 준비중   | 준비중 | CH 19    | CH 21    | 20W   | 충북 충주시 앙성면 용대리 산6         |
| 중앙탑 소출력 | 준비중   | 준비중   | 준비중 | CH 39    | CH 47    | 0.05W | 충북 충주시 중앙탑면 탑평리           |
| 수안보 중계소 | 준비중   | 준비중   | 준비중 | CH 19    | CH 26    | 20W   | 충북 충주시 수안보면 안보리 산25-1    |
| 용두산 중계소 | 준비중   | 준비중   | 준비중 | CH 16    | CH 17    | 90W   | 충북 제천시 신월동 산39-30            |
| 평동 중계소   | 준비중   | 준비중   | 준비중 | CH 20    | CH 23    | 5W    | 충북 제천시 백운면 평동리 산50-1      |
| 봉양 중계소   | 준비중   | 준비중   | 준비중 | CH 20    | CH 23    | 10W   | 충북 제천시 봉양읍 장평리 산821-1     |
| 송학 중계소   | 준비중   | 준비중   | 준비중 | CH 29    | CH 31    | 10W   | 충북 제천시 송학면 자곡리 산1397      |
| 금성 중계소   | 준비중   | 준비중   | 준비중 | CH 28    | CH 30    | 20W   | 충북 제천시 금성면 구룡리 산1         |
| 단양 중계소   | 준비중   | 준비중   | 준비중 | CH 26    | CH 27    | 90W   | 충북 단양군 적성면 상리 산86-2 금수산 |
| 수산 소출력   | 준비중   | 준비중   | 준비중 | CH 26    | CH 27    | 0.05W | 충북 제천시 수산면 내리               |
| 덕산 소출력   | 준비중   | 준비중   | 준비중 | CH 26    | CH 27    | 0.05W | 충북 제천시 덕산면 도전리             |
| 두산 중계소   | 준비중   | 준비중   | 준비중 | CH 21    | CH 20    | 50W   | 충북 단양군 가곡면 사평리 산93-1      |
| 어상천 소출력 | 준비중   | 준비중   | 준비중 | CH 19    | CH 20    | 0.05W | 충북 단양군 어상천면 임현리           |
| 영춘 중계소   | 준비중   | 준비중   | 준비중 | CH 19    | CH 20    | 2W    | 충북 단양군 영춘면 하리 산57-1        |

아날로그TV
- 1TV
  - 호출부호 : HLCH-TV
- 2TV

| 송신소        | 채널  | 채널  | 출력       | 송신소 위치                           | 비고                                                                                   |
| 송신소        | 1TV   | 2TV   | 출력       | 송신소 위치                           | 비고                                                                                   |
| ------------- | ----- | ----- | ---------- | ------------------------------------- | -------------------------------------------------------------------------------------- |
| 가엽산 송신소 | CH 12 | CH 30 | 1kW / 10kW | 충북 음성군 음성읍 용산리 산11-4      |                                                                                        |
| 금왕 중계소   | CH 50 | CH 46 | 10W        | 충북 음성군 금왕읍 금석리 산35        |                                                                                        |
| 괴산 중계소   | CH 53 | CH 49 | 50W        | 충북 괴산군 괴산읍 대사리 산6         |                                                                                        |
| 칠성 중계소   | CH 9  | CH 26 | 1W / 10W   | 충북 괴산군 칠성면 쌍곡리 산6-5       |                                                                                        |
| 소수 중계소   | CH 7  | CH 25 | 1W / 10W   | 충북 괴산군 소수면 수리 산44-1        |                                                                                        |
| 연풍 중계소   | CH 9  | CH 47 | 10W / 50W  | 충북 괴산군 연풍면 적석리 산26-5      |                                                                                        |
| 장연 중계소   | CH 42 | CH 44 | 10W        | 충북 괴산군 장연면 송덕리 335-2       |                                                                                        |
| 상모 중계소   | CH 9  | CH 7  | 10W        | 충북 충주시 수안보면 안보리 산22-1    |                                                                                        |
| 용두산 중계소 | CH 33 | CH 23 | 500W       | 충북 제천시 신월동 산39-30            |                                                                                        |
| 평동 중계소   | CH 51 | CH 47 | 10W        | 충북 제천시 백운면 평동리 산100-1     |                                                                                        |
| 봉양 중계소   | CH 9  | CH 47 | 10W / 50W  | 충북 제천시 봉양읍 장평리 산66-17     |                                                                                        |
| 송학 중계소   | CH 46 | CH 19 | 10W        | 충북 제천시 송학면 시곡리 산13-1      |                                                                                        |
| 금성 중계소   | CH 49 | CH 52 | 100W       | 충북 제천시 금성면 구룡리 산1         |                                                                                        |
| 단양 중계소   | CH 60 | CH 44 | 500W       | 충북 단양군 적성면 상리 산86-2 금수산 | 2010년 11월 3일 오후 2시 단양군 지상파 아날로그 TV 방송 종료 시범사업에 따라 조기 폐소 |
| 신단양 중계소 | CH 24 | CH 56 | 10W        | 충북 단양군 단양읍 고수리             | 2010년 11월 3일 오후 2시 단양군 지상파 아날로그 TV 방송 종료 시범사업에 따라 조기 폐소 |
| 매포 중계소   | CH 46 | CH 31 | 50W        | 충북 단양군 매포읍 평동리 36-1        | 2010년 11월 3일 오후 2시 단양군 지상파 아날로그 TV 방송 종료 시범사업에 따라 조기 폐소 |
| 영춘 중계소   | CH 10 | CH 47 | 1W / 10W   | 충북 단양군 영춘면 상리 산57-1        | 2010년 11월 3일 오후 2시 단양군 지상파 아날로그 TV 방송 종료 시범사업에 따라 조기 폐소 |

### 라디오
충북 북부 지역과 경기 동남부 일부지역을 가청권으로 하고 있다. 2라디오와 Cool FM은 방송권역 내에 중계소가 없어 청취할 수가 없으며, 컴퓨터로 한국방송공사 홈페이지에 접속해서 KBS 콩 프로그램을 다운로드 받아 청취할 수 있다.
AM방송은 2016년 11월 2일자로 송신소가 철거되어서 수신이되지 않는다.
| KBS충주 제1라디오 | KBS충주 제1라디오 | KBS충주 제1라디오 | KBS충주 제1라디오 | KBS충주 제1라디오                | KBS충주 제1라디오 |
| 송신소            | 주파수            | 출력              | 호출부호          | 송신소 위치                      | 비고              |
| ----------------- | ----------------- | ----------------- | ----------------- | -------------------------------- | ----------------- |
| 가엽산 송신소     | FM 92.1MHz        | 1kW               | HLCH-SFM          | 충북 음성군 음성읍 용산리 산11-4 |                   |
| 용두산 중계소     | FM 103.3MHz       | 250W              | HLCH-SFM          | 충북 제천시 신월동 산39-30       |                   |
| 단양 중계소       | FM 90.7MHz        | 250W              | HLCH-SFM          | 충북 단양군 적성면 상리 산86-2   |                   |
| KBS충주FM         |                   |                   |                   |                                  |                   |
| 송신소            | 주파수            | 출력              | 호출부호          | 송신소 위치                      | 비고              |
| 가엽산 송신소     | FM 100.3MHz       | 3kW               | HLCH-FM           | 충북 음성군 음성읍 용산리 산11-4 |                   |

## 제작 프로그램

### 라디오 프로그램

#### 제1라디오
뉴스
| 프로그램명                  | 방송시간            | 편성시간                | 진행        |
| --------------------------- | ------------------- | ----------------------- | ----------- |
| KBS 제1라디오 오전 9시 뉴스 | 월요일 ~ 금요일 5분 | 오전 9시 ~ 9시 5분      | 장예진      |
| KBS 제1라디오 정오종합뉴스  | 월요일 ~ 금요일 5분 | 낮 12시 15분~ 12시 20분 | 장예진      |
| KBS 제1라디오 오후 5시 뉴스 | 월요일 ~ 금요일 5분 | 저녁 5시 ~ 5시 5분      | 박은지      |
| KBS 제1라디오 오후 6시 뉴스 | 토요일 ~ 일요일 5분 | 저녁 6시 ~ 6시 5분      | 청주 수중계 |

프로그램
- 계명산의 아침(월-금 오전 8시 30분 ~ 8시 57분)(진행 장예진)
- 생방송,충청은 지금!(월-금 저녁 5시 5분 ~ 5시 56분)(진행 박은지)

#### 음악FM
- Kiss the music(월-금 오전 11시 ~ 낮 12시)(진행 장예진)
- 음악이 있는 곳에(월-금 오후 4시 ~ 5시, 청주 수중계)

## 아나운서
- 진두연:1982년(9기) 입사
- 박은지:2023년(프리랜서) 입사
- 장예진:2023년(프리랜서) 입사

## 전직 아나운서

### 남성
- 김관동(충주방송국장, 현 KBS전주총국)
- 고광수(퇴사)
- 김호성(전 KBS 청주방송총국)
- 김흥수(전 1997년~1999년 KBS 대구본국 KBS 서울본국)
- 이영진(전 KBS 청주방송총국)
- 김형신(현 MBC경남 창원방송 아나운서)
- 강동일 (현 kbc 기자)
- 조승학 (현 연합뉴스 아나운서)

### 여성
- 김윤혜(현 KBS 청주방송총국)
- 원순식:2011년(프리랜서) 입사(전 KBS 청주방송총국)
- 임지윤:2011년(프리랜서) 입사(현 퇴사)
- 강승희:2013년(프리랜서) 입사(현 KBS 경인방송센터)
- 최인희:2007년입사(현 KBS 청주방송총국)
- 김지원:2015년(프리랜서) 입사(현 롯데홈쇼핑)
- 조민경:2017년(프리랜서) 입사(현 대전MBC)
- 김수연:2018년(프리랜서) 입사~2019.5 (현 KBS 춘천방송총국  아나운서)
- 정지성:2015년 (프리랜서) 입사~출산으로 인한 퇴사

2022.4.4~4.29 대체근무
- 김경희:1983년(10기) 입사
- 임하늘: 2020년(프리랜서) 입사, 현 광주방송 아나운서
- 노송원: 2022년(프리랜서)

입사
- 박찬송: 2019년(프리랜서)입사

## 인근의 타 방송사
- MBC충북 충주방송국
- CJB